# Матвеевский (Ростовская область)
Матве́евский — хутор в Шолоховском районе Ростовской области России.
Входит в состав Калининского сельского поселения.

## География
Расстояние до районного центра с учётом доступа транспортом — 43 км.

## Население
| 2010 |
| ---- |
| 16   |

## Улицы
На хуторе имеется одна улица — Зелёная.